# Said (colonna sonora)
Said - Colonna Sonora Originale, pubblicata nel 2013, è la colonna sonora dell'omonimo film di Joseph Lefevre, realizzata dal gruppo musicale italiano Calibro 35.

## Il disco
La colonna sonora è stata registrata in tre giorni negli studi romani del Forum Music Village in diretta mentre la pellicola del film scorreva sullo schermo, alla stregua di quanto facevano le orchestre per il cinema italiano negli anni Sessanta e Settanta.

## Tracce
Tutti i brani scritti dai Calibro 35, tranne dove indicato
1. Said Titoli
2. Ragazzo di Strada (Nancie Mantz, Annette Tucker/Nicola Salerno)
3. Tema Di Blue
4. Notte Di Violenza
5. Tensione
6. Locale
7. Don Vito
8. Prologo
9. Erotismo
10. Tema Del Rosso
11. Finale Said
12. Sbirri! (Remix)
13. Risoluzione

## Formazione
- Enrico Gabrielli - tastiere, fiati
- Fabio Rondanini - batteria, percussioni
- Luca Cavina - basso
- Massimo Martellotta - chitarra
- Tommaso Colliva - produzione

ospiti
- Rodrigo D'Erasmo - archi su Tensione
- Manuel Agnelli - voce su Ragazzo di Strada
- Francesco Forni - voce su Don Vito
- Dj Aladyn - scratch su Sbirri! (remix)